# Puccinia hyssopi
Puccinia hyssopi är en svampart som beskrevs av Schwein. 1832. Puccinia hyssopi ingår i släktet Puccinia och familjen Pucciniaceae.   Inga underarter finns listade i Catalogue of Life.